# 阿伦 (纽约州)
阿伦（英語：Allen）是位于美国纽约州阿利根尼县的一个镇，地处该县中北部，建于1823年。2010年美国人口普查时，该镇有448人。其名称来源于美国独立战争时间军官伊顿·阿伦。